# Give Me Love (Give Me Peace on Earth)
"Give Me Love (Give Me Peace on Earth)" is een nummer van de Britse muzikant George Harrison uit 1973.
Het is de enige single van het vierde studio-album, Living in the Material World, van de oud-Beatle. In de Verenigde Staten werd het, na "My Sweet Lord", Harrisons tweede nummer 1-hit. Het verkreeg de toppositie door "My Love" van Paul McCartney en Wings van de eerste plaats te verdringen. De single bereikte ook de top tien in Groot-Brittannië (nr. 8), Canada (nr. 9), Australië (nr. 9), Ierland (nr. 10) en Nederland (nr. 5).
"Give Me Love (Give Me Peace on Earth)" wordt door Harrisons fans gezien als een van zijn beste solonummers, met name vanwege de slidegitaarsolo's. Naast Harrison zijn de muzikanten op de track Nicky Hopkins, Jim Keltner, Klaus Voormann en Gary Wright. In zijn teksten bezingt Harrison zijn verlangen om vrij te zijn van karma.
Bij elk live-optreden sinds het uitkomen van deze single heeft Harrison het nummer gespeeld. Een live-versie staat op zijn album Live in Japan uit 1992 . De originele studioversie is opgenomen op de verzamelalbums The Best of George Harrison (1976) en Let It Roll: Songs by George Harrison (2009). 
Het nummer is gecoverd door onder meer Marisa Monte, Dave Davies, Elliott Smith, Ron Sexsmith, Sting, James Taylor, Elton John en Grace Vanderwaal.

## NPO Radio 2 Top 2000
| Nummer met noteringen in de NPO Radio 2 Top 2000 | '99  | '00 | '01  | '02-'03 | '04  | '05  |
| ------------------------------------------------ | ---- | --- | ---- | ------- | ---- | ---- |
| Give Me Love                                     | 1793 | -   | 1522 | -       | 1694 | 1755 |

1. ↑  Een '-' betekent dat het nummer niet was genoteerd en een vetgedrukt getal geeft de hoogste notering aan.
2. ↑  Deze tabel is bijgewerkt tot en met de laatste editie (2024).